# François Viète
François Viète, seigneur de la Bigotière (Fontenay-le-Comte, 1540 — Paris, 13 de dezembro de 1603) também conhecido como Franciscus Vieta, foi um matemático francês. 
Advogado ilustre, usufruiu  dos favores das cortes de Carlos IX, Henrique III e Henrique IV. Embora Viète tivesse muitos clientes protestantes huguenotes, nunca renunciou à sua fé católica. Porém, suas relações com os huguenotes(protestantes) causaram-lhe dificuldades entre 1584 e 1589, quando seus inimigos lograram bani-lo da corte.
O primeiro trabalho científico de Viète foi seu conjunto de aulas a Catherine Parthenay, a filha do arcebispo Jean de Parthenay, senhor de Soubise, que veio a ser mãe do Duque de Rohan, o chefe das forças protestantes nos conflitos religiosos da época de Luís XIII. Dessas aulas somente o Principes de Cosmographie sobrevive. Este trabalho introduziu sua aluna nos campos da geografia e da astronomia. Seus trabalhos matemáticos são relacionados proximamente à sua cosmologia e trabalhos na astronomia. Em 1571 publicou o Canon mathematicus, que devia servir de introdução trigonométrica a seu Harmonicon coeleste, o qual nunca foi publicado. Vinte anos mais tarde publicou In Artem Analyticem Isagoge, que foi o mais antigo trabalho sobre álgebra simbólica. 
Em 1589 Henrique III instalou a corte em Tours e chamou Viète. Após a morte de Henrique III, Viète serviu a Henrique IV na guerra com a Espanha, decodificando as cartas interceptadas. Foi também membro do Parlamento de Paris. Uma frase de Viète: "Matemática não é apenas números, e sim envolve letras e toda a capacidade que o ser humano conseguir expressar."
A despeito de todas as suas conquistas, a matemática era somente um passatempo para Viète, que era primeiro e principalmente um administrador público e advogado. Não obstante, envolveu-se na disputa sobre a reforma do calendário. Em 1592 começou sua disputa com Joseph Justus Scaliger (1540-1609), renomado cientista professor em Leyden, estudioso de calendários antigos e pesquisa de cronologia histórica. Rejeitou ideias de Clavius e em 1602 publicou um ataque veemente ao calendário por ele proposto. A disputa terminaria somente com sua morte.